# Three Rivers (Oregon)
Three Rivers az Amerikai Egyesült Államok északnyugati részén, Oregon állam Deschutes megyéjében, a 97-es úttól délre, Sunrivertől délre, La Pine-tól pedig északra elhelyezkedő statisztikai- és önkormányzat nélküli település. A 2010. évi népszámláláskor 3014 lakosa volt. Területe 19,5 km², melynek 100%-a szárazföld.
A településen torkollik a keleten folyó Kis-Deschutes-folyó a nyugati oldalon haladó Deschutes-folyóba, valamint nyugat felől érkezik az 1,6 km hosszú Tavasz-folyó, amely szintén a Deschutesbe torkollik.
A közösség a bendi statisztikai körzet része.

## Népesség

### 2010
A 2010-es népszámláláskor  3014 lakója, 1215 háztartása és 868 családja volt. A népsűrűség 154,6 fő/km2. A lakóegységek száma 2004, sűrűségük 102,8 db/km2. A lakosok 95,4%-a fehér, 0,2%-a afroamerikai, 0,9%-a indián, 0,4%-a ázsiai, 0,2%-a a Csendes-óceáni szigetekről származik, 0,3%-a egyéb, 2,6%-a pedig kettő vagy több etnikumú. A spanyol vagy latino származásúak aránya 3,9% (2,4% mexikói, 0,1% Puerto Ricó-i,  1,5% egyéb spanyol vagy latino származású.)
A háztartások 26,8%-ában élt 18 évnél fiatalabb. 60% házas, 7,7% egyedülálló nő, 3,7% egyedülálló férfi, 28,6% pedig nem család. 20,2% egyedül élt; 6,1%-uk 65 éves vagy idősebb. Egy háztartásban átlagosan 2,48 személy élt; a családok átlagmérete 2,85 fő.
A medián életkor 43,5 év volt. Lakóinak 21,9%-a 18 évesnél fiatalabb, 3,5% 18 és 24 év közötti, 24,6%-uk 25 és 44 év közötti, 33,3%-uk 45 és 64 év közötti, 14,6%-uk pedig 65 éves vagy idősebb. A lakosok 51,1%-a férfi, 48,9%-a pedig nő.

### 2000
A 2000-es népszámláláskor   2445 lakója, 991 háztartása és 709 családja volt. A népsűrűség 125,4 fő/km2. A lakóegységek száma 1575, sűrűségük 80,8 db/km2. A lakosok 94,81%-a fehér, 0,37%-a afroamerikai, 1,43%-a indián, 0,29%-a ázsiai,  0,41%-a egyéb-, 2,7%-a pedig kettő vagy több etnikumú. A spanyol vagy latino származásúak aránya 2,7% (2% mexikói,   0,7% pedig egyéb spanyol/latino származású.)
A háztartások 32%-ában élt 18 évnél fiatalabb. 59,2% házas, 8,4% egyedülálló nő; 28,4% pedig nem család. 20,1% egyedül élt; 5,7%-uk 65 éves vagy idősebb. Egy háztartásban átlagosan 2,47 személy élt; a családok átlagmérete 2,81 fő.
Lakóinak 24,5%-a 18 évesnél fiatalabb, 5,6% 18 és 24 év közötti, 31,5%-uk 25 és 44 év közötti, 26,9%-uk 45 és 64 év közötti, 11,5%-uk pedig 65 éves vagy idősebb. A medián életkor 39 év volt. Minden 100 nőre 103,8 férfi jut; a 18 évnél idősebb nőknél ez az arány 103,8.
A háztartások medián bevétele 33 939 amerikai dollár, ez az érték családoknál $36 464. A férfiak medián keresete $30 585, míg a nőké $25 063. Az egy főre jutó bevétel (PCI) $19 410. A családok 14,1%-a, a teljes népesség 16,8%-a élt létminimum alatt; a 18 év alattiaknál ez a szám 17,9%, a 65 évnél idősebbeknél pedig 19,5%.

## Fordítás
Ez a szócikk részben vagy egészben  a   Three Rivers, Oregon című angol Wikipédia-szócikk ezen változatának fordításán alapul.  Az eredeti cikk szerkesztőit annak laptörténete sorolja fel. Ez a jelzés csupán a megfogalmazás eredetét és a szerzői jogokat jelzi, nem szolgál a cikkben szereplő információk forrásmegjelöléseként.